# PattiSue Plumer
Patricia Susan « PattiSue » Plumer (née le 27 avril 1962 à Covina) est une athlète américaine spécialiste du demi-fond. 

## Biographie
Elle remporte la première édition des 5 km de Carlsbad, en 15 min 31 s.
Elle détient le record du 3 000 m du meeting du Mt. SAC Relays en 8 min 50 s 07, réalisés lors de sa victoire en avril 1992. Aux Sélections olympiques américaines de la même année, elle termine 2e sur 1 500 m en 4 min 04 s 04, derrière Regina Jacobs, et remporte le 3 000 m en 8 min 40 s 98, se qualifiant ainsi aux Jeux olympiques d'été sur les deux distances.

### Palmarès
| Date | Compétition               | Lieu      | Résultat | Épreuve | Performance    |
| ---- | ------------------------- | --------- | -------- | ------- | -------------- |
| 1985 | Jeux mondiaux en salle    | Paris     | 3e       | 3 000 m | 9 min 12 s 12  |
| 1986 | Goodwill Games            | Moscou    | 5e       | 3 000 m | 8 min 46 s 24  |
| 1988 | Jeux olympiques d'été     | Séoul     | 13e      | 3 000 m | 8 min 59 s 17  |
| 1989 | Finale du Grand Prix IAAF | Monaco    | 3e       | 3 000 m | 9 min 04 s 00  |
| 1990 | Goodwill Games            | Seattle   | 3e       | 1 500 m | 4 min 10 s 72  |
| 1990 | Goodwill Games            | Seattle   | 1re      | 3 000 m | 8 min 51 s 59  |
| 1990 | Finale du Grand Prix IAAF | Athènes   | 1re      | 5 000 m | 15 min 14 s 36 |
| 1991 | Championnats du monde     | Tokyo     | 12e      | 1 500 m | 4 min 06 s 80  |
| 1992 | Jeux olympiques d'été     | Barcelone | 10e      | 1 500 m | 4 min 03 s 42  |
| 1992 | Jeux olympiques d'été     | Barcelone | 5e       | 3 000 m | 8 min 48 s 29  |

### Records
| Épreuve      | Performance    | Lieu                | Date           |
| ------------ | -------------- | ------------------- | -------------- |
| 1 500 mètres | 4 min 03 s 42  | Barcelone           | 8 août 1992    |
| 3 000 mètres | 8 min 40 s 98  | La Nouvelle-Orléans | 22 juin 1992   |
| 5 000 mètres | 15 min 00 s 00 | Stockholm           | 3 juillet 1989 |